# Арбилья, Анаиц
Анайц Арбилья Сабала (исп. Anaitz Arbilla Zabala; 15 мая 1987, Памплона) — испанский футболист, центральный защитник и капитан испанского клуба «Эйбар».

## Карьера
Арбилья родился в Памплоне, Наварра, и начал профессиональную карьеру в 2004 году в клубе «Баскония», фарм-клубе «Атлетик Бильбао». Через два года он дорос до резерва Атлетика, а в сезоне 2008/09 играл на правах аренды в другом баскском клубе, «Баракальдо».
Перед сезоном 2009/10 Арбилья, не пробившись в основную команду Бильбао, перебрался в клуб Сегунды-В «Полидепортиво». В следующем сезоне он перебрался на уровень выше, в Сегунду, в клуб «Саламанка», выходил на поле 29 раз в стартовом составе, но клуб все-таки вылетел из Сегунды.
В августе 2011 года Арбилья перешёл в клуб Сегунды «Эркулес» за 200 тысяч евро, а в январе 2013 года поднялся на высший уровень испанского футбола, перейдя в «Райо Вальекано» на правах свободного агента.
Арбилья дебютировал в Примере 10 февраля 2013 года, отыграв все 90 минут в победном 2-1 домашнем матче против «Атлетико Мадрид». В последующих 8 из 11 матчей Арбилья выходил в стартовом составе и помог своему клубу избежать вылета из Примеры.
Свой первый гол в Примере Арбилья забил 8 февраля 2014 года в ворота «Малаги» (4-1).
По окончании сезона Арбилья перебрался в «Эспаньол».